# インヴァネス城

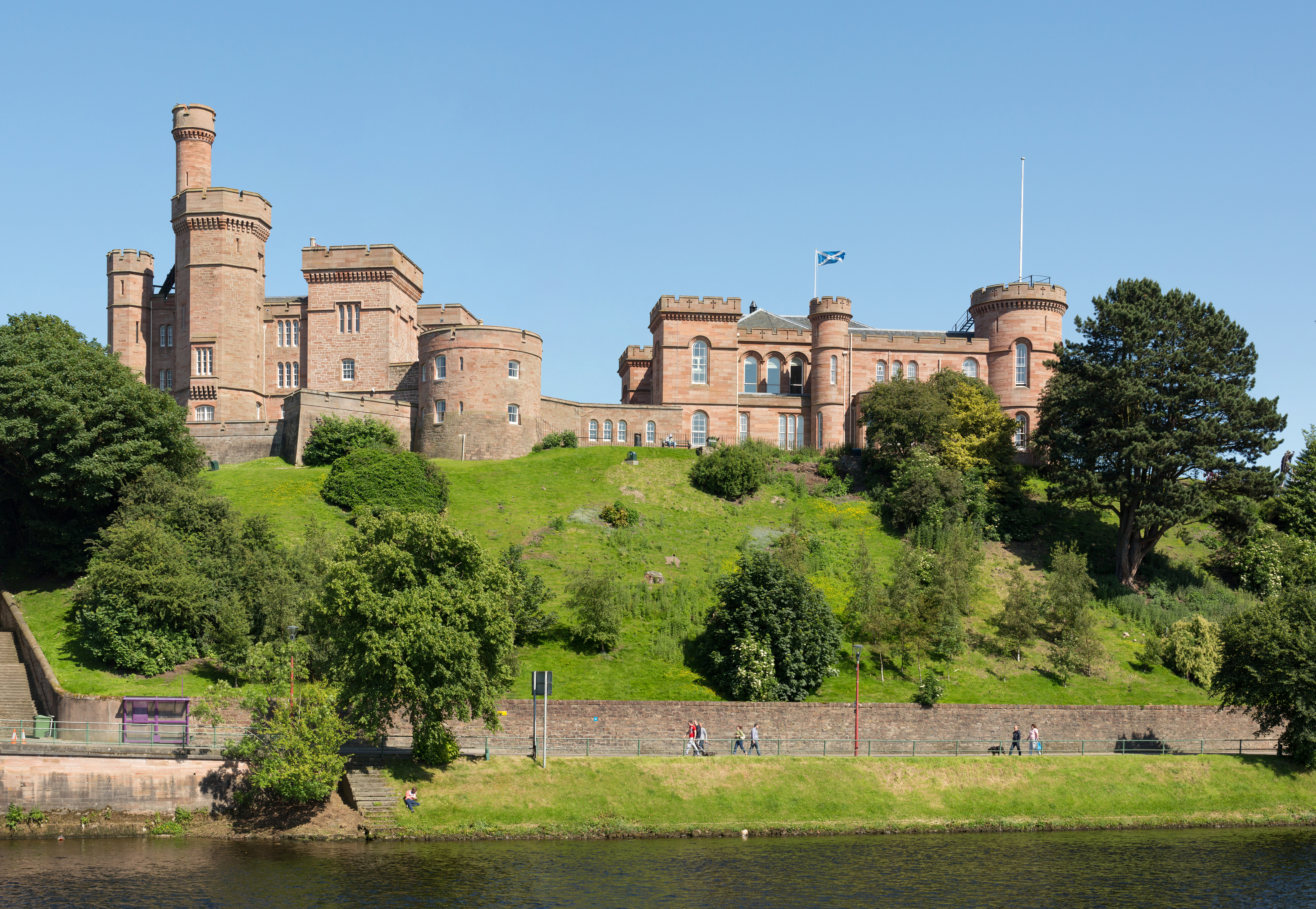
インヴァネス城

インヴァネス城（インヴァネスじょう、スコットランド・ゲール語: Caisteal Inbhir Nis）は、スコットランド北部の都市インヴァネスのネス川を見下ろす崖の上にある城郭建築である。初期の城郭風の様式を示す赤い砂岩の建築は、19世紀の数人の建築家の作品である。ウィリアム・バーン（1789-1870）は州裁判所を設計し、ジョセフ・ミッチェル（1803-1883）は要塞の囲い壁を設計し、トーマス・ブラウンII（1806-c.72）はもともと刑務所として建てられた地方裁判所を設計した。これは11世紀の防御構造の敷地に建てられている。2020年3月30日までここにインバネス保安官裁判所が入っていた。その後はインバネス司法センターが入っている 。
この場所には何世紀にもわたって城があった。2017年4月、城の北塔が展望台として一般公開された。一般公開は城の敷地と北塔のみで、城の残りの部分は一般に公開されていない。

## ギャラリー

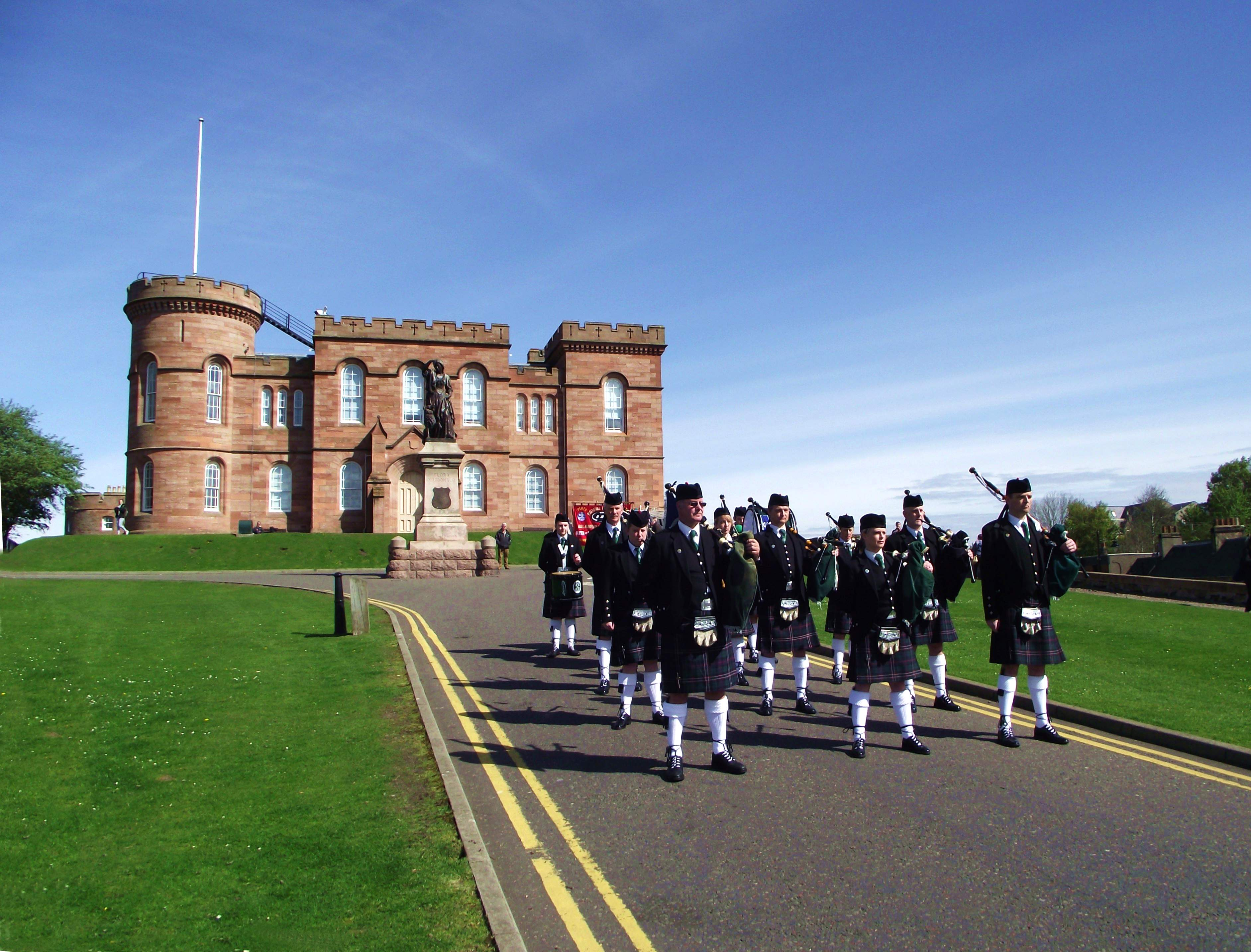
インヴァネス城のパイプバンド、2014年
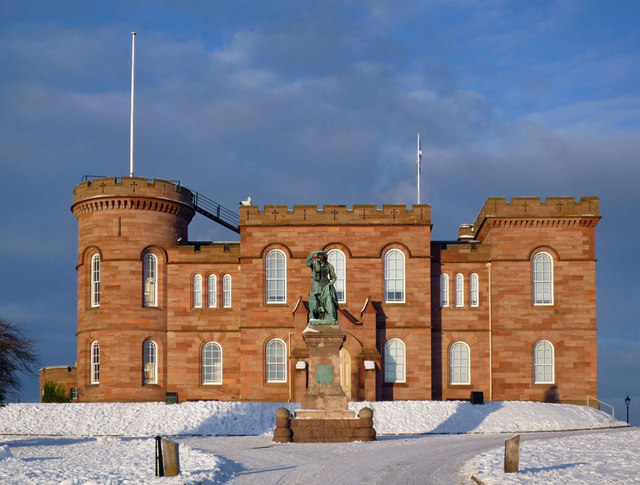
フローラマクドナルドの像が手前にある冬のインヴァネス城
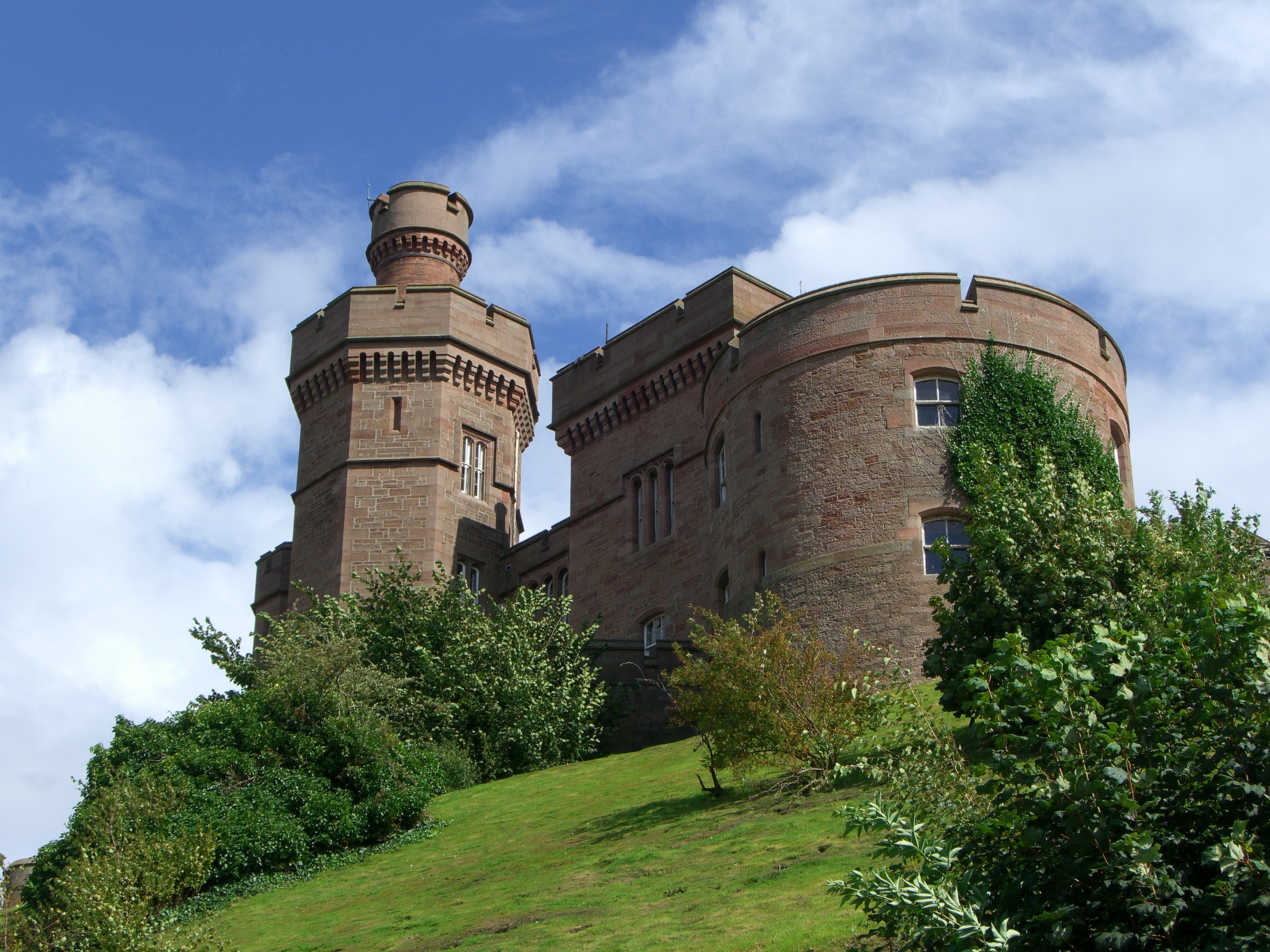
インヴァネス城
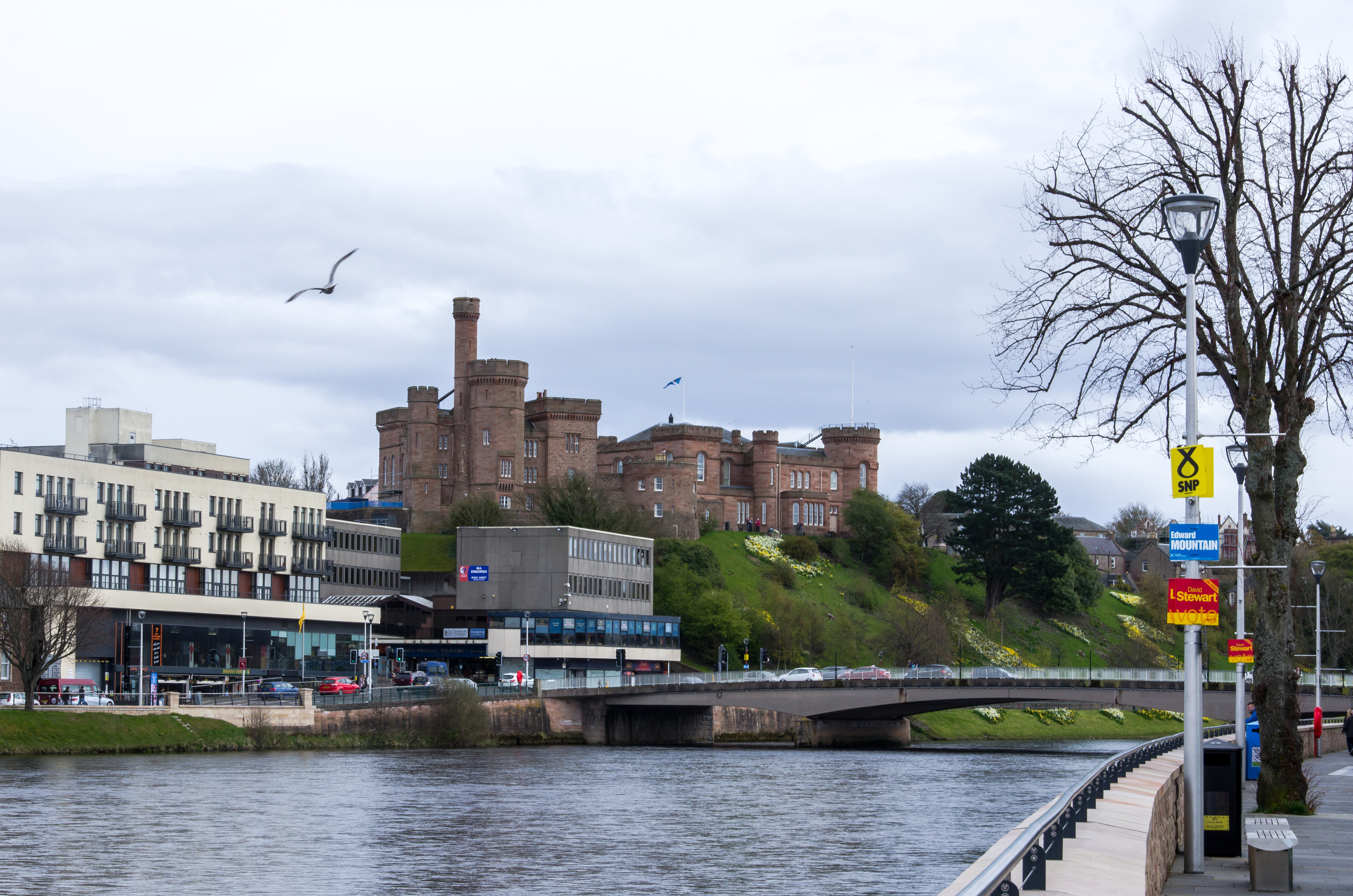
ネス川の向かい側から見たインヴァネス城。